# Ghilarovus turcmenicus
Ghilarovus turcmenicus är en kvalsterart som beskrevs av Krivolutsky 1974. Ghilarovus turcmenicus ingår i släktet Ghilarovus och familjen Zetomotrichidae. Inga underarter finns listade i Catalogue of Life.